# Naczelnik ZHP
Naczelnik ZHP – obok Przewodniczącego ZHP najwyższa funkcja w Związku Harcerstwa Polskiego.

## Kompetencje Naczelnika ZHP
Naczelnik ZHP:
- reprezentuje Związek Harcerstwa Polskiego na zewnątrz
- określa organizację i zasady działania Głównej Kwatery ZHP oraz kieruje jej pracą
- powołuje i odwołuje kierowników jednostek organizacyjnych i gospodarczych utworzonych przez Główną Kwaterę ZHP
- wydaje rozkazy
- wykonuje inne zadania określone w Statucie lub przekazane przez Zjazd ZHP albo Radę Naczelną ZHP
- zarządza majątkiem i prowadzi gospodarkę finansową przy pomocy Skarbnika ZHP.

## Historia

### Przywódcy polskiego skautingu 1911-1914
Naczelna Komenda Skautowa w zaborze austriackim:
- Przewodniczący (później Naczelny Komendant Skautowy) – dr Kazimierz Wyrzykowski;
- członek Komendy (Rady Przybocznej) – Andrzej Małkowski;
- 12 grudnia 1911 roku Naczelna Komenda Skautowa przekształca się w Związkowe Naczelnictwo Skautowe, które staje się najwyższą władzą polskiego skautingu w zaborze austriackim. W skład Związkowego Naczelnictwa Skautowego weszło wielu twórczych instruktorów, m.in.: Andrzej Małkowski, Olga Drahonowska, Jadwiga Falkowska, Ignacy Kozielewski, Jerzy Grodyński, Tadeusz Strumiłło, Zygmunt Wyrobek.

Naczelna Komenda Skautowa w zaborze rosyjskim
- Przewodniczący – Gustaw Simon;
- w grudniu 1911 roku powstaje w Warszawie Naczelna Komenda Skautowa jako najwyższa władza polskiego skautingu męskiego w zaborze rosyjskim;
- latem 1914 roku Związkowe Naczelnictwo Skautowe organizuje drugi ogólnokrajowy kurs instruktorski w Skolem, na którym zaczęto prowadzić rozmowy na temat zjednoczenia całego polskiego skautingu w jedną organizację (wybuch 1 sierpnia 1914 roku I wojny światowej przerywa konstrukcje);
- wybitni instruktorzy: ks. Kazimierz Lutosławski, Alojzy Pawełek z Warszawy, Władysław Nekrasz z Kijowa.

### Przywódcy polskiego skautingu w czasie I wojny światowej 1914-1918
Wypadki wojenne, wstępowanie wielu skautów i instruktorów do wojska spowodowały osłabienie pracy skautowej w Małopolsce (zabór austriacki). Ośrodek skautowy we Lwowie traci na znaczeniu. Na czoło organizacji skautowych wysuwa się ośrodek warszawski (zabór rosyjski).
W Królestwie Polskim (główna część zaboru rosyjskiego) działały cztery organizacje skautowe:
- skauting męski podległy Naczelnej Komendzie Skautowej w Warszawie (od połowy 1916 roku przyjął nazwę Związek Harcerstwa Polskiego);
- Polska Organizacja Skautowa – powstała na przełomie 1914/1915 na terenach zajętych w czasie działań wojennych przez wojska austriackie i niemieckie. Szef Departamentu Wojskowego Naczelnego Komitetu Narodowego z siedzibą w Piotrkowie ppłk Władysław Sikorski, który interesował się skautingiem, ułatwił grupie instruktorów utworzenie odrębnej organizacji skautowej niezależnej od Lwowa i Warszawy. Pierwszym Naczelnym Komendantem był Jan Sikorski. Działali tu także Tadeusz Młodkowski, Maria Wocalewska, Kazimierz Kierzkowski.
- Związek Skautek Polskich – jedyna, całkowicie odrębna i samodzielna skautowa organizacja żeńska działająca od grudnia 1914 do listopada 1916 roku. W wyniku wybuchu I wojny światowej praca skautowa w Warszawie uległa poważnemu osłabieniu, zerwane zostały więzi organizacyjne. W tej sytuacji w grudniu 1914 roku Helena Gapnerówna, Halina Kożuchowska i Irena Rebandelówna zwołały radę drużynowych, w wyniku czego utworzono Naczelną Komendę z Antoniną Walicką jako Naczelną Skautką, przyjmując nazwę Związek Skautek Polskich. Po zajęciu Warszawy przez Niemców działalność Związku polegała głównie na pomocy dla Polskiej Organizacji Wojskowej i Legionów Polskich. Związek Skautek Polskich był solidarny z Polską Organizacją Skautową.
- Junactwo – koedukacyjna organizacja młodzieży wiejskiej i robotniczej, pracująca metodami skautowymi. Działała od jesieni 1912 do listopada 1916 roku. Twórcą był Stefan Plewiński, członkami Komendy byli m.in. Władysław Radwan, Janina Porazińska. Jednym z członków Rady Przybocznej był Adam Chętnik.

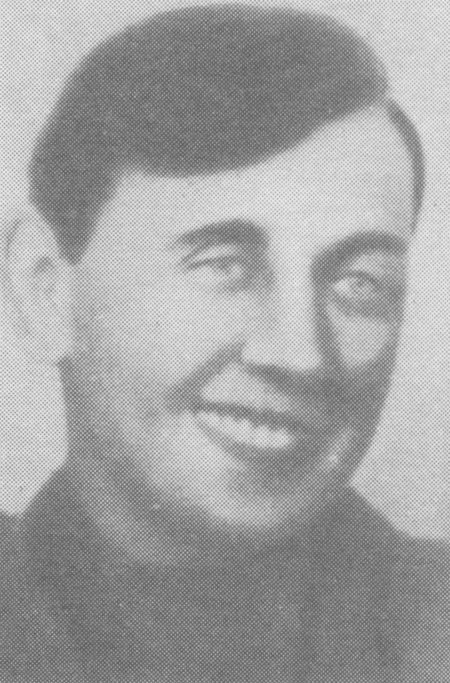
hm. Antoni Olbromski.

## Naczelnicy Związku Harcerstwa Polskiego od 1918

### Naczelnicy Harcerzy 1919–1939
- Stanisław Sedlaczek – 1919–1921,
- Henryk Glass – 22 maja 1921 – 27 kwietnia 1924,
- Adolf Heidrich – 27 kwietnia 1924 – 19 kwietnia 1925,
- Stanisław Sedlaczek – 19 kwietnia 1925 – 2 lutego 1931,
- Antoni Olbromski – 2 lutego 1931 – 1 listopada 1936,
- Tomasz Piskorski – p.o. 1936,
- Zbigniew Trylski – 1937-1939,
- Lechosław Domański – 1939.

### Naczelniczki Harcerek 1919–1939
- Maria Wocalewska – 1919-1923,
- Zofia Wocalewska – 1923,
- Helena Sakowiczówna – 1923–1924,
- Maria Uklejska – 1924-1925,
- Zofia Wilczyńska – 1925-1926,
- Jadwiga Falkowska – 1926-1927,
- Maria Uklejska – 1927-1928,
- Anna Dydyńska-Paszkowska – 1928-1931,
- Jadwiga Wierzbiańska – 1931-1937,
- Maria Anna Krynicka – 1937-1945.

### Naczelnicy Szarych Szeregów 1939–1945
- hm. Florian Marciniak – 27 września 1939 – 6 maja 1943,
- hm. Stanisław Broniewski – 12 maja 1943 – 3 października 1944,
- hm. Leon Marszałek – 3 października 1944 – 18 stycznia 1945.

### Naczelnicy ZHP poza granicami Kraju od 1945
między innymi:
- hm. Ryszard Białous – Naczelnik Harcerzy ZHPpgK 1947
- hm. Zbigniew Trylski – Naczelnik Harcerzy ZHPpgK 1952-1955,
- hm. Ryszard Kaczorowski – Naczelnik Harcerzy ZHPpgK 1955-1967,
- hm. Jacek Bernasinski – Naczelnik Harcerzy ZHPpgK 1974-1988,
- hm. Edmund Kasprzyk – Naczelnik Harcerzy ZHPpgK
- hm. Teresa Ciecierska – Naczelniczka Harcerek ZHPpgK

### NaczelnicyZHPwNod 1927
- hm. Józef Kwietniewski 1927 – 1935,
- hm. Józef Kachel 1935 – 1939,
- hm. Robert Matysiak od września 2012.

### Naczelnicy Harcerzy 1945-1948
- hm. Michał Sajkowski – grudzień 1944 – maj 1945,
- hm. Roman Kierzkowski – maj 1945 – 1948,
- hm. Stanisław Chladek – 1948.

### Naczelniczki Harcerek 1945-1948
- hm. Kazimiera Świętochowska – grudzień 1944 – maj 1945,
- hm. Wiktoria Dewitz – maj 1945 – 1948.

### Naczelnik Harcerstwa 1956-1964
- hm. Zofia Zakrzewska 1956-1964.

### Naczelnicy ZHP od 1964
- hm. PL Wiktor Kinecki – 1964-1969,
- hm. PL Stanisław Bohdanowicz – 1969-1974,
- hm. PL Jerzy Wojciechowski – 1974-1980,
- hm. PL Andrzej Ornat – 1980-1982,
- hm. PL Ryszard Wosiński – 1982-1989,
- hm. Krzysztof Grzebyk – 1989-1990,
- hm. Ryszard Pacławski – 1990-2000,
- hm. Wiesław Maślanka – od 18 listopada 2000 do 2 grudnia 2005,
- hm. Teresa Hernik – od 3 grudnia 2005 do 9 września 2007,
- hm. Małgorzata Sinica – od 9 września 2007 do 8 grudnia 2017,
- hm. Anna Nowosad – od 8 grudnia 2017[1] do 6 lutego 2021,
- hm. Grzegorz Woźniak – od 13 marca 2021[2] do 21 maja 2022,
- hm. Martyna Kowacka – od 21 maja 2022[3].

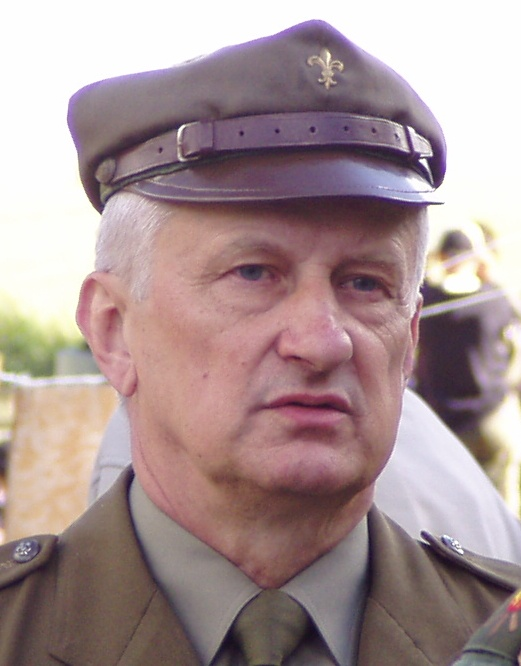
hm. PL Ryszard Wosiński
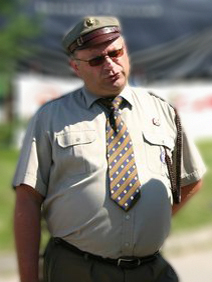
hm. Wiesław Maślanka
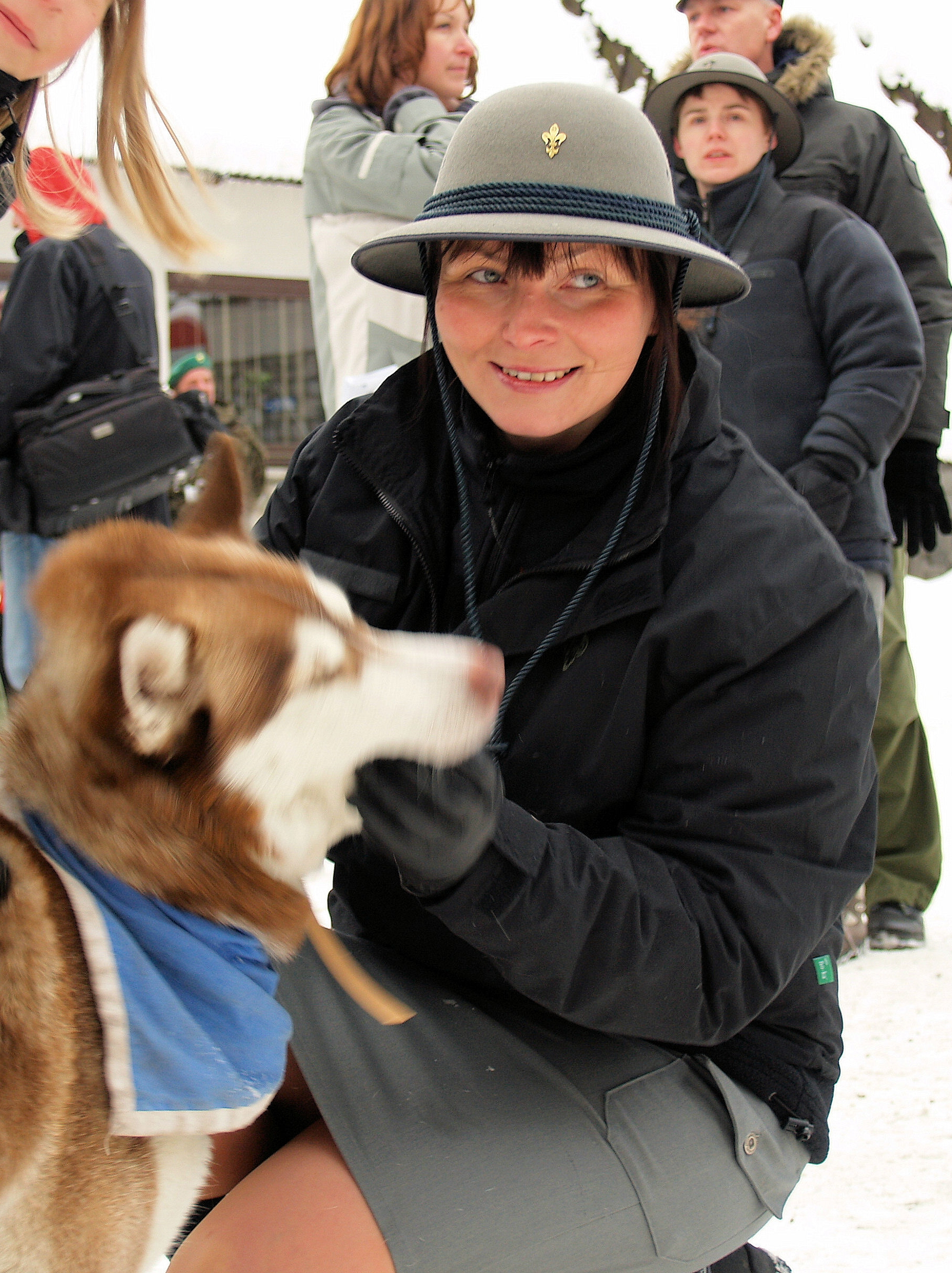
hm. Małgorzata Sinica